# Максиміліан Нахт
Максиміліан Нахт (15 вересня 1881, Бучач, Королівство Галичини та Володимирії, тепер Україна — 18 квітня 1973, Нью-Йорк, США) — філософ-анархіст єврейського походження. Автор теорії «скептичного анархізму».
Народився в німецькомовній родині прихильників єврейського руху просвітництва «Гаскала». Підтримував селянські виступи в Галичині 1902 року. 1904 року через переслідування владою виїхав до Цюриха, де протягом 1903–1907 років редагував свою, певно, найбільш вагому, газету «Дер Векруф» («Сигнал»).
Під впливом анархіста Вацлава Махайського став прихильником цієї течії. Емігрував до США 1913 року, під псевдонімом Макс Номад писав прорадянські статті. Потім отримував ґранти (стипендія) від Фундації Гуггенгайма.

## Твори
- Die revolutionäre Bewegung in Rußland. Neues Leben, Berlin 1902
- Arnold Roller (Siegfried Nacht), Max Nacht (eds,.): Rebellen-Lieder 1906
- Rebels and Renegades. New York 1932. 430 pp.
- Apostles of Revolution. Little, Brown & Co., Boston 1939. 467 pp.
- A Skeptic's Political Dictionary and Handbook for the Disenchanted. New York 1953. 171 pp.
- Aspects of Revolt. New York [1959]. 311 pp.
- Political Heretics from Plato to Mao Tse-Tung. Ann Arbor 1963
- Dreamers, Dynamiters and Demagogues: Reminiscences. New York [1964]. 251 pp.
- The Anarchist Tradition and Other Essays. 1967. 398 pp.